# ラギオール

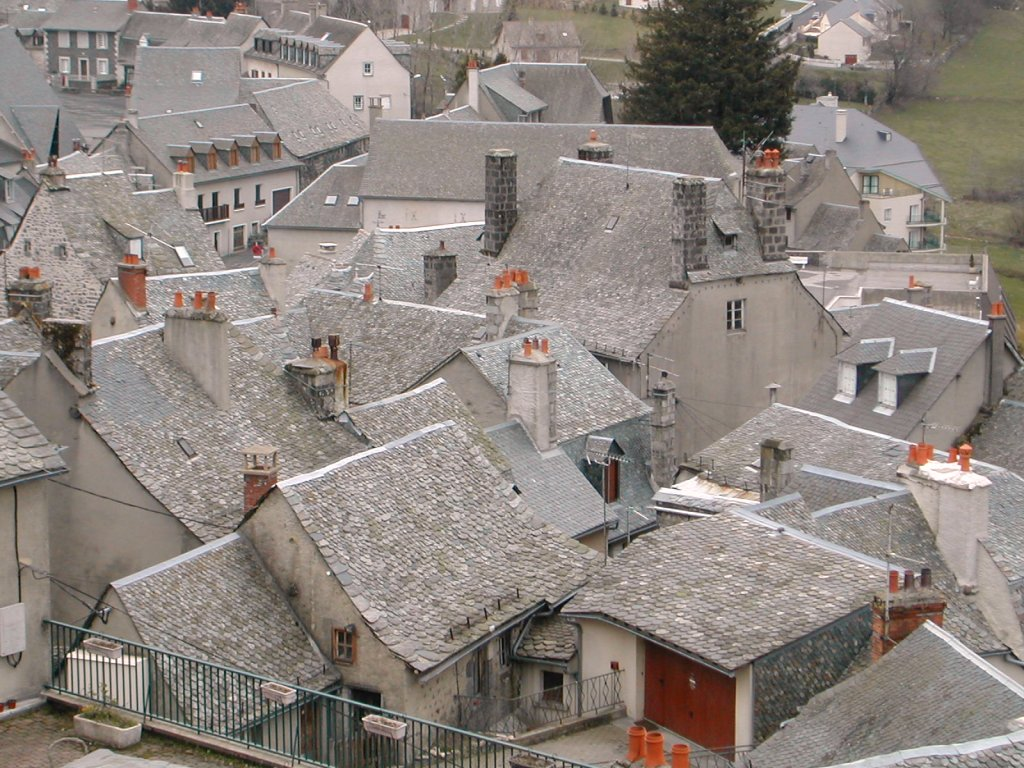
ラギオールの街並み。

ラギオール (Laguiole) は、フランス南部のオクシタニー地域圏アヴェロン県にある人口1,200人あまりの小さな村。商品名などでは、ラギュオール、ライヨール、ライオル、ライオールなどの表記が見られるが、地元で使われているオック語の発音は「ラヨール」である。チーズの名前では「ライオル」が用いられている。

## 位置
ミディ＝ピレネー、オーヴェルニュ、ラングドック＝ルシヨンの3つの地域圏にまたがるオーブラックと呼ばれる地方に位置し、海抜800〜1300mくらいの山岳地帯である。5つの村（コミューン）からなる人口2500人ほどの小郡（カントン）の庁舎がある。

## チーズ
ライオル・チーズは、アヴェロン県（ミディ・ピレネー地方）、カンタル県（オーヴェルニュ地方）、ロゼール県（ラングドック・ルシヨン地方）の3つの県の境界線上の地域で作られるセミハード・タイプのチーズである。牛乳から作られ、45%の脂肪を含み、6〜12か月熟成された後出荷される。1961年にAOCの指定を受けている。ライオルチーズ製造組合Jeune Montagne が1960年から生産を行なっている。

## 刃物
辺鄙な山村であるため、自給自足の生活を強いられ、そのために家内工業としての刃物生産が行われていた。ナイフなどの刃物は、この村のものがデザインが優雅で機能的であるとして、19世紀の初めから知られるようになった。
そのため、近代になってからラギオール（ラヨール）を名乗るブランドが続出したが、刃物に関しては、ワインやチーズなどのような原産地名統制制度 (AOC) もなく、法的にはフランスの裁判で“ラギオール”という名称は、ナイフの中の一つの種類の一般名詞であるという判決が下されたため、ブランド名としては商標登録ができない。そのため、例えば”本物・ニセモノのシャネルのバッグ”とは言うことができても、”本物／ニセモノのラギオールのナイフ”と言うことはできない。したがって、ラギオール村以外で製造されたナイフでもラギオールとして販売することは違法ではなく、フランス国外で生産された廉価なラギオールも販売されている。
ラギオールナイフを選ぶ時には本物かニセモノかという基準ではなく、ナイフとしての質自体を見極めることが大切なのはそのような背景がある。
現在ではフランスのラギオールナイフの主な生産地はラギオール村から160kmほど北東にあるティエール市である。ティエール市は刃物産業で有名で、フランス産の刃物の1／3を生産している。ソムリエナイフのブランドとして有名な”シャトー・ラギオール”もティエール産である。
1987年、ライヨール村にライヨールナイフ工房を復活させるため、”フォルジュ・ド・ライヨール” (Forge de Laguiole) が設立された。
ラギオールナイフのシンボルとされている、取っ手の上の部分の昆虫は”蠅”という説と“ミツバチ”という説があり、どちらかはっきりしていない。フランスのナイフ用語ではその取っ手の上の部分を“ムッシュ”(mouche)と呼んでいるが、フランス語の蠅に当たる言葉も”mouche”なので、それに由来するという説もある。

## 人口動静
| ラギオールの人口推移 | ラギオールの人口推移 | ラギオールの人口推移 | ラギオールの人口推移 | ラギオールの人口推移 | ラギオールの人口推移 | ラギオールの人口推移 | ラギオールの人口推移 |
| 1793年               | 1800年               | 1806年               | 1821年               | 1831年               | 1836年               | 1841年               | 1846年               |
| -------------------- | -------------------- | -------------------- | -------------------- | -------------------- | -------------------- | -------------------- | -------------------- |
| 1833人               | 1973人               | 1928人               | 2177人               | 2128人               | 2178人               | 2174人               | 2020人               |
| 1851年               | 1856年               | 1861年               | 1866年               | 1872年               | 1876年               | 1881年               | 1886年               |
| 2115人               | 1934人               | 1837人               | 1996人               | 1989人               | 1984人               | 1930人               | 1914人               |
| 1891年               | 1896年               | 1901年               | 1906年               | 1911年               | 1921年               | 1926年               | 1931年               |
| 1941人               | 1871人               | 1890人               | 1885人               | 1767人               | 1576人               | 1647人               | 1509人               |
| 1936年               | 1946年               | 1954年               | 1962年               | 1968年               | 1975年               | 1982年               | 1990年               |
| 1612人               | 1468人               | 1366人               | 1262人               | 1282人               | 1291人               | 1231人               | 1264人               |
| 1999年               | 2007年               | -                    | -                    | -                    | -                    | -                    | -                    |
| 1248人               | 1261人               | -                    | -                    | -                    | -                    | -                    | -                    |